# Малков, Георгий Александрович
Георгий Александрович Малков (2 мая 1913, Шудумары, Вятская губерния — 29 ноября 1975, Пермь) — старший лейтенант Рабоче-крестьянской Красной Армии, участник Великой Отечественной войны, Герой Советского Союза (1943).

## Биография
Георгий Малков родился 2 мая 1913 года в деревне Шудумары (ныне — Кикнурский район Кировской области). После окончания семи классов школы работал лесорубом. В 1935—1937 году проходил службу в Рабоче-крестьянской Красной Армии. В 1940 году Малков повторно был призван в армию. С июня 1941 года — на фронтах Великой Отечественной войны.
К сентябрю 1943 года лейтенант Георгий Малков командовал взводом 19-го отдельного моторизованного понтонно-мостового батальона 7-й гвардейской армии Степного фронта. Отличился во время битвы за Днепр. 29 сентября 1943 года взвод Малкова переправил через Днепр в районе села Бородаевка Верхнеднепровского района Днепропетровской области Украинской ССР большое количество советских бойцов и командиров, боевой техники, боеприпасов.
Указом Президиума Верховного Совета СССР от 26 октября 1943 года за «образцовое выполнение боевых заданий командования на фронте борьбы с немецкими захватчиками и проявленные при этом мужество и героизм» лейтенант Георгий Малков был удостоен высокого звания Героя Советского Союза с вручением ордена Ленина и медали «Золотая Звезда» за номером 1334.
После окончания войны в звании старшего лейтенанта Малков был уволен в запас. Проживал и работал сначала в Джамбульской области Казахской ССР, а затем в Перми. Умер 29 ноября 1975 года.
Был также награждён орденами Отечественной войны 2-й степени (29.08.1943), Красной Звезды (28.02.1943) и рядом медалей.